# フェリックス・ブルーメンフェルト
フェリックス・ミハイロヴィチ・ブルーメンフェリト（Feliks Mikhaylovich Blumenfel[']d; 〈ロシア語: Фе́ликс Миха́йлович Блуменфе́льд〉, 1863年4月17日〈または4月19日〉 ヘルソン県エリザヴェドグラート・コヴァレフカ〈現在のウクライナ・クロプィウヌィーツィクィイ〉 - 1931年1月21日 モスクワ）はユダヤ系ロシア人作曲家・ピアニスト・指揮者・音楽教育者。

## 経歴
ブルメンフェリト家はオーストリアを出自としており、ドイツ語の発音によるブルーメンフェルトという表記でも知られている。
1863年4月19日、ウクライナ南部の小都市コヴァレフカ (Kovalyovka) に生まれた。父親は学校でフランス語と音楽を教える教師をしており、母親は、古くは由緒のあった芸術一家の末裔である。フェリックスは4番目の子供で、兄のジギスムント・ミハイロビッチ・ブルーメンフェルト (Sigismund Mikhailovich Blumenfeld) とスタニスラフ・ミハイロビッチ・ブルーメンフェルト (Stanislav Mikhailovich Blumenfeld) はピアニスト・作曲家に、妹のオルガ・ミハイロヴナ・ノイハウス (Olga Mikhailovna Neuhaus) もピアニストになった、音楽一族だった。フェリックスは、後にヴィルトゥオーゾ・ピアニストやピアノ教師として大きな足跡を残したが、妹のオルガもピアニストの育成に大きく貢献している。オルガはグスタフ・ノイハウス (Gustav Neuhaus) と結婚し、子供にハインリヒ・グスタフ・ノイハウス (Heinrich Gustav Neuhaus) をもうけたが、ハインリヒはモスクワ音楽院でピアノの教師となり、門人としてエミール・ギレリスやスヴャトスラフ・リヒテル、アレクセイ・リュビモフ、ラドゥ・ルプーらを輩出している。
フェリックは最初、兄のスタニスラフ・ブルーメンフェルトや義兄のグスタフ・ノイハウスに音楽を習っていたが、1881年の夏、クリミアに休暇に来ていたリムスキー=コルサコフと出会い、音楽の道に進むことを決めた。その年の秋にはサンクトペテルブルク音楽院に入学、ピアノをF.F.シュタイン (F.F.Stein) に、作曲をリムスキー=コルサコフに師事した。1885年に同音楽院を卒業、その後すぐに音楽院でピアノを教えるようになり1918年まで務めた (この時シモン・バレルを指導している)。この時期の1890年代にはピアニストとして、当時のロシアでは新しい音楽だったアレンスキー、グラズノフやリャードフのピアノ作品を多数初演した。
また、1895年から1911年までの間、マリインスキー劇場で指揮活動も行った。同劇場では、恩師で同僚のリムスキー＝コルサコフの歌劇『見えざる街キーテジと聖女フェヴローニヤの物語』の世界初演の他、スクリャービンの交響曲第3番『神聖な詩』や交響曲第4番『法悦の詩』のロシア初演を行っているだけでなく、ワーグナーの楽劇《トリスタンとイゾルデ》のロシア初演も指揮した。1908年にはセルゲイ・ディアギレフ主導で敢行された《ボリス・ゴドゥノフ》パリ初演を成功させるという大きな業績も残した (パリ初演が、ロシア国外では最初の『ボリス』の演奏)。
1918年からはキエフに移り、1922年までミコラ・リセンコ音楽演劇学校の校長を務めた。この折にマスタークラスでヴラディーミル・ホロヴィッツを指導したことは有名である（彼には《2つの劇的瞬間》作品50と《あるダンサーの人生のエピソード》作品52を献呈している）。1922年に同学校を辞めた後、同年から亡くなる1931年までの間、モスクワ音楽院でピアノ科の教授として教壇に立った。
1931年1月21日、モスクワで亡くなった。
ピアニストとして同時代の数多くのロシア人作曲家の作品を演奏した。作曲家としてはショパンとチャイコフスキーの影響が明白で、おびただしいピアノ曲のほかに交響曲1つ、協奏的作品《演奏会用アレグロ》と室内楽曲、いくつかの声楽曲がある。超絶技巧を凝らしたピアノ曲が没後、復活を遂げており、とりわけショパン風の繊細な表情をたたえた《左手のための練習曲》作品36が名高い（弟子のバレルが録音を残している）。

## 指導
指を立てて弾く奏法(ハイフィンガー)ではなく、伸ばして弾く奏法(フラットフィンガー）を強硬に主張した教師の一人で、このメトード通りに弾いているピアニストにコルトーとホロヴィッツがいる。

### 注
1. ↑  別の資料によれば、テオドール・シュタイン（ロシア語版）[3]にピアノを師事した。